# هولي دان
هولي دان (بالإنجليزية: Holly Dunn) هي مغنية وكاتبة غنائية أمريكية، ولدت في 22 أغسطس 1957 في سان أنطونيو في الولايات المتحدة، وتوفيت في 15 نوفمبر 2016 في ألباكركي في الولايات المتحدة بسبب سرطان المبيض.

## وصلات خارجية
- الموقع الرسمي
- هولي دان على موقع IMDb (الإنجليزية)
- هولي دان على موقع ميوزك برينز (الإنجليزية)
- هولي دان على موقع أول ميوزيك (الإنجليزية)
- هولي دان على موقع ديسكوغز (الإنجليزية)